# Prix Rivarol
Pour les articles homonymes, voir Rivarol.
Le prix Rivarol est un prix littéraire, aujourd'hui disparu. Décerné par l'État français, il récompensait le meilleur roman en langue française écrit par un auteur étranger dont la langue maternelle n'est pas le français.

## Récipiendaires
| Année | Récipiendaire        | Nationalité | Roman                   |
| ----- | -------------------- | ----------- | ----------------------- |
| 1949  | Farjallah Haïk       | Liban       | Abou Nassif             |
| 1950  | Emil Cioran          | Roumanie    | Précis de décomposition |
| 1951  | Emineh Pakravan (fa) | Iran        | Le Prince sans histoire |
| 1952  | Gloria Alcorta (es)  | Argentine   |                         |
| 1953  | Constantin Amariu    | Roumanie    | Le Paresseux            |
| 1954  | Georges Spyridaki    | Grèce       | Mort lucide             |
| 1955  | Armen Lubin          | Arménie     | Transfert nocturne      |
| 1956  | Vahé Katcha          | Liban       | Œil pour œil            |
| 1961  | Bruce Lowery         | États-Unis  | La Cicatrice            |
| 1962  | Piotr Rawicz         | Ukraine     | Le Sang du ciel         |
| 1964  | Elie Wiesel          | Roumanie    | La Ville de la chance   |

## Membres du jury
- Entre autres : Jean Paulhan[8], André Gide, Jules Romains, Jules Supervielle, André Maurois.